# Холокост в Румынии
Холокост в Румынии (рум. Holocaustul în România) — преследование и уничтожение евреев и цыган на территории Румынии в период Второй мировой войны.

## Предпосылки

### Довоенный антисемитизм
Антисемитизм в Румынии сложился исторически с XIX века, когда евреи, не имея прав на владение землей, вынужденно исполняли роль посредников между знатью и крестьянами, в частности были крупными арендодателями.
Антисемитизм межвоенного периода в самой яркой своей форме проявился в размножении многочисленных правоэкстремистских и фашистских организаций. На выборах 1937 г. фашистские партии (главным образом — «Железная Гвардия» и «Национал-христианский союз») собрали в стране около 25 % голосов избирателей. Власть в стране получил «Национал-христианский союз», при котором развернулась полномасштабная кампания на ограничение прав евреев в стране: закрыты еврейские корчмы, у евреев отняты лицензии на лицензируемые виды деятельности, закрыты многие либеральные газеты, кроме того запрещены газеты на русском языке в Бессарабии, в Бельцах запретили использовать «еврейский и русский язык». Итогом кампании стал королевский декрет о пересмотре гражданства евреев.

### Антицыганизм в Румынии
Корни антицыганских предрассудков и государственной антицыганской политики тоже уходят в середину XIX в., когда цыгане получили свободу в исторический момент объединения Валахии и Молдавии в одну страну — Румынию (1859 г.). До этого момента цыгане были рабами, которые принадлежали либо государству, либо румынским боярам, либо монастырям. Эмансипация цыган сделала из них свободный, но бедствующий слой населения, который продолжал заниматься традиционными малодоходными видами деятельности. Вторым фактором был исторически сложившийся комплекс румынской интеллигенции и интеллектуалов, которые остро переживали восприятие их собственного этноса со стороны европейских соседей как нации «отсталой», «варварской» (с точки зрения культуры), и главное — «цыганской» (с точки зрения этногенеза). В этом контексте, историк В. Солонарь утверждает, что с румынской перспективы, цыгане стали единственной группой, относительно которой «не было сомнения, что они стоят ещё ниже, чем румыны». Третьим фактором стал рост правоэкстремистских, евгенистских и ксенофобских организаций радикального толка. Например, клужская школа профессора Юлиу Молдована принимала участие в публикации журнала «Бюллетень евгеники и биополитики» (рум. Buletinului Eugenic și Biopolitic), где подчеркивалось значение искусственного отбора для улучшения «биологии» румынской нации, стерилизации наследственно больных, недопущения ассимиляции национальных меньшинств, недопущения смешанных браков (особенно в категорию наиболее «опасных» элементов, куда входили цыгане).

## Планы Антонеску и первые антиеврейские акции
Премьер-министр и кондукэтор Румынии Ион Антонеску хотел видеть Румынию без национальных меньшинств, в первую очередь цыган и евреев. Он говорил: «Я ничего не достигну, если я не очищу румынскую нацию. Не границы, а однородность и чистота расы дают силу нации: такова моя высшая цель».
8 августа 1940 года были приняты два антиеврейских закона, автором которых был министр юстиции Ион Груя. Первый определял еврейство по расовому признаку и дискриминировал евреев в гражданских и политических правах, а второй запрещал браки между румынами и евреями. Во время мятежа легионеров в 1941 году в Бухаресте и других городах страны произошли первые крупномасштабные погромы. С началом войны 27 июня в Яссах состоялся ещё один масштабный погром, в результате которого по данным румынской комиссии погибло 8000 и было арестовано и вывезено из Ясс 5000 евреев (по другим подсчётам, погибло 13 266 человек, включая умерших во время депортации из города). Этот погром стал первым из организованных властями. Поводом послужили обвинения ясских евреев в коллаборационизме и нападениях на румынских солдат. Антонеску проводил жёсткую политику по отношению к нерумынам, в первую очередь евреям. Несмотря на это, ему противостояли Союз Евреев Румынии и Еврейская партия. Последняя даже отправляла гуманитарную помощь в концлагеря и гетто Транснистрии.
Для реализации желаний Антонеску при его содействии был разработан специальный план по ликвидации всех евреев Румынии. Согласно плану, первыми должны были быть уничтожены евреи Буковины, Бессарабии, Транснистрии. Вслед за репрессиями против евреев Украины и Молдавии с перерывом в 5 лет должно было начаться массовое выселение евреев из центральной части Румынии. Всего в Румынии (с Бессарабией и Буковиной) проживало около 600 000 евреев. Непосредственно исполнение плана началось 17 июля. Тогда Антонеску, находясь в Бельцах, отдал приказ создать на оккупированных территориях гетто и концентрационные лагеря. Крупнейшими из лагерей стали Вертюженский, Секуренский и Единецкий. Кроме того, в Кишинёве было образовано гетто.

## Погромы, депортации и казни

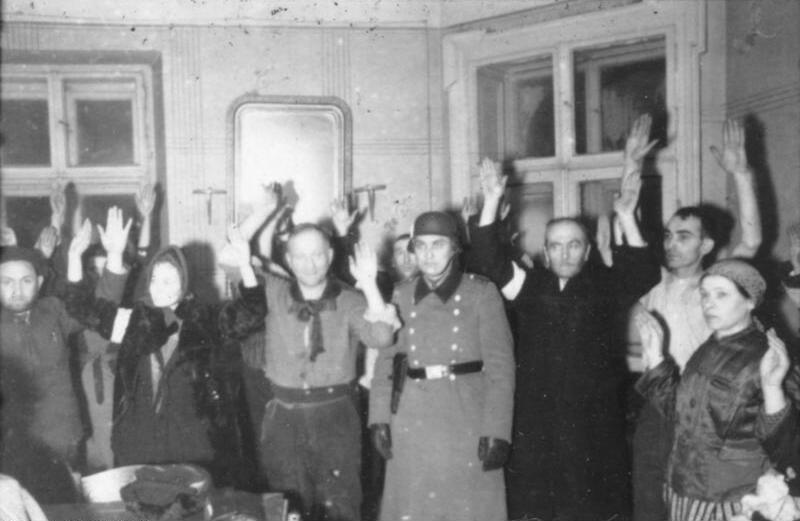
Румыния, арест евреев для дальнейшей депортации

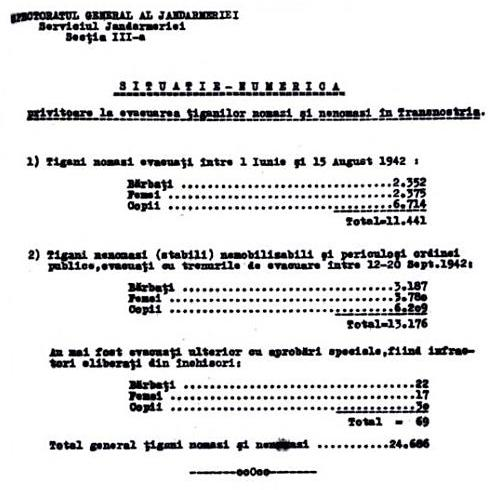
Отчёт 1942 года о депортациях румынских цыган в Транснистрию

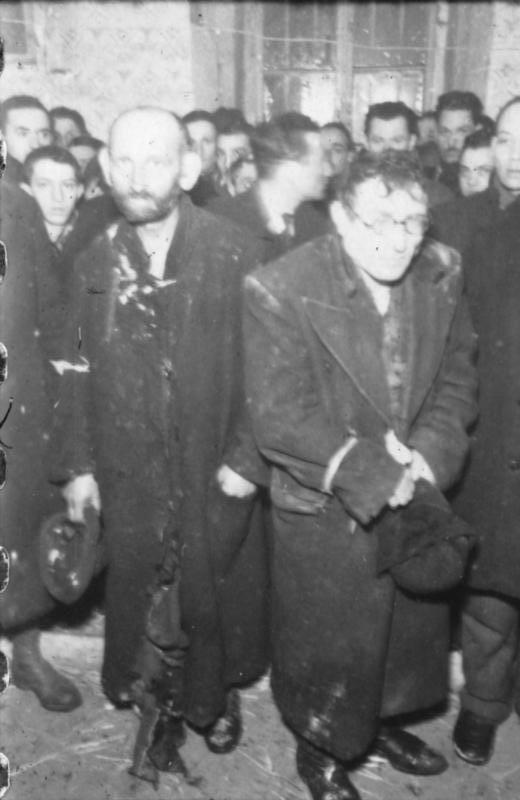
Арестованные румынские евреи

Во время мятежа легионеров в Бухаресте (1941 год) и других городах страны произошли первые крупномасштабные погромы. 25 июня 1941 года полицейские города Яссы обходили жителей-христиан и рекомендовали им на окнах и дверях своих домов нарисовать крест чтобы отличать их от еврейских. Через два дня, 27 июня в Яссах начался ещё один масштабный погром, в результате которого по данным румынской комиссии погибло 8000 и было арестовано и вывезено из Ясс 5000 евреев (по другим подсчётам, погибло 13 266 человек, включая умерших во время депортации из города). Этот погром стал первым из организованных властями. Поводом послужили обвинения ясских евреев в коллаборационизме и нападениях на румынских солдат.
С началом полномасштабных военных действий на восточном фронте румынская армия принимала активное участие в зверствах против еврейского населения. Так, например 7-я румынская пехотная дивизия генерала О. Ставрата участвовала в стихийных расстрелах еврейского населения города Сирет. Батальон 6-го румынского егерского полка (14-я пехотная дивизия) совместно с немецкими войсками захватил бесарабский город Скулень и проводил расстрелы мирного еврейского населения из пулеметов, а 311 евреев были расстреляны без суда и следствия после захвата города.
Первыми в концлагеря Буковины и Бессарабии были отправлены цыгане. В Румынии было арестовано 30 000 цыган, ещё 6100 было арестовано в Молдавии и на Украине. Большинство из них было депортированы в сформированное на оккупированной территории бывшей МАССР губернаторство Транснистрия и собраны в концлагерях под Тирасполем. Из 25 тысяч цыганских узников (по другим источникам — 20 тысяч) концлагерей погибло около 11 тысяч. При этом, есть точка зрения, что примерно половина депортированных цыган погибла в Транснистрии в результате некомпетентности местного руководства. Вслед за ними в концлагеря Бессарабского и Буковинского губернаторств начали переводить румынских и местных евреев. Непосредственно исполнение плана началось 17 июля. Тогда Антонеску, находясь в Бельцах, отдал приказ создать на оккупированных территориях гетто и концентрационные лагеря. Крупнейшими из лагерей стали Вертюженский, Секуренский и Единецкий. Кроме того, в Кишинёве было образовано гетто. Антонеску отдал приказ об этнических чистках евреев сразу после возвращения со встречи с Гитлером в Мюнхене, которая произошла 12 июня 1941 года.
Антиеврейская политика Антонеску отличалась такой жестокостью, что он заслужил восхищение Гитлера, который в разговоре с Геббельсом отрекомендовал румын как более решительных борцов с евреями, чем сами немцы. 7 сентября Антонеску посчитал, что евреев нужно выселять за Днестр. Для таких массовых депортаций был разработан специальный план и маршруты. Все арестованные евреи должны были идти пешком (см. марш смерти), а если кто-то отставал или не мог идти, подлежал расстрелу на месте. Для того, чтобы проводить подобные расстрелы, вдоль дорог на расстоянии 10 км друг от друга были вырыты ямы на 100 человек каждая. Расстрелянных сбрасывали в эти ямы. 9 декабря цыган и евреев полностью перевели из концлагерей Бессарабии и Буковины в концлагеря Транснистрии. К ним присоединились местные евреи, в частности из Одессы, а также с левобережья Южного Буга.
Однако румынская администрация не ожидала такого большого количества заключённых. Лагеря Транснистрии располагали крайне ограниченным персоналом и были переполнены, в связи с этим конвои совершали переходы от одного лагеря к другому. В концлагерях часто не было построек и пропитания, в связи с чем часть евреев погибла от голода и холода. Особенно высокая смертность среди заключённых наблюдалась зимой 1941—1942 годов. Из-за голода и болезней многие из заключённых не доживали до казни. Умерших не хоронили, что приводило к новым вспышкам заболеваний. В Транснистрии в жудеце Голта сложилась наихудшая ситуация. Этот жудец получил неофициальное название «королевство смерти», поскольку там располагались крупнейшие концентрационные лагеря Румынии. Это были Богдановка, Доманевка, Акмачетка и Мостовое. Зимой 1941—1942 годов в этих лагерях произошли масштабные массовые расстрелы евреев. На берегу Южного Буга всего за несколько дней расстреляли 40 000 узников, ещё 5000 было сожжено заживо в Богдановке. Общее количество евреев, погибших в результате преступной политики Антонеску и румынского правительства, а также погромов в румынских городах, за которые Антонеску мог и не нести персональной ответственности по современным оценкам составляет от 280 000 до 380 000 человек.

## Изменения в политике по отношению к евреям и цыганам
Ситуация с антиеврейской политикой изменилась после февраля 1942 года, когда румынское командование издало приказ о прекращении массовых расстрелов евреев. В гетто и концлагерях Транснистрии при содействии румынской администрации стали формироваться системы управления. Каждым лагерем или гетто управлял «президент общины», которому подчинялись строго структурированные социальные службы и кустарное производство. В случае с антицыганской политикой, депортации цыганского населения в Транснистрию были прекращены к октябрю 1942 года.
В северной части Транснистрии (к северу и востоку от Могилёва-Подольского) евреи (как местные жители, так и депортированные) большей частью находились не в лагерях, а в гетто, что несколько облегчало их положение. В ряде городов и местечек (например, в Могилёве-Подольском, Джурине, Шаргороде) были созданы еврейские комитеты, в которые входили представители местного еврейства и лидеры общин Бессарабии и Буковины. Иногда такой комитет назначала румынская администрация и в таком случае он являлся аналогом юденрата. Комитеты организовывали общественные кухни, пекарни, мыловаренные фабрики, больницы, сиротские приюты, ремесленные и потребительские кооперативы, почтовые отделения, вели учёт рождений и смертей. Еврейские врачи пытались бороться с эпидемиями. Оставшиеся на свободе румынские евреи стали регулярно посылать в Транснистрию продовольственную помощь. Совет евреев Румынии образовал Автономный комитет помощи. В начале января 1943 года делегация румынских евреев во главе с Ф. Шрагой получила разрешение посетить Транснистрию и подготовленный ею отчёт о положении евреев там был переведён на несколько языков и разослан еврейским организациям различных стран. Финансовую поддержку Автономному комитету с 1943 года оказывали Джойнт, Всемирный еврейский конгресс, ОЗЕ и находившийся в Стамбуле Комитет спасения при всемирной Сионистской организации.
В 1942—1943 годах наибольшей опасности подвергались евреи городов и местечек, расположенных близ Южного Буга, отделявшего румынскую зону оккупации от германской: немецкие отряды неоднократно переправлялись через эту реку и устраивали облавы на евреев. Их убивали на месте или переправляли на другой берег и посылали на принудительные работы, по окончании которых расстреливали. Таким образом только осенью 1942 года было убито около тысячи человек. Зачастую и сами румынские власти отправляли группы евреев на работу в германскую зону оккупации, где их почти всегда поголовно уничтожали, особенно часто это делал глава администрации Тульчина и его окрестностей. 20 октября 1942 года немцы уничтожили евреев гетто города Бар, при этом погибло около двенадцати тысяч человек. В концлагере Вапнярка узникам давали в пищу отравленные бобы, вызывавшие паралич и смерть. В декабре 1943 года министерство внутренних дел Румынии сообщило правительству, что в живых осталось 50 740 евреев, депортированных в Транснистрию (в действительности — около шестидесяти тысяч).
В июне 1943 года Антонеску отдал распоряжение о возвращении из Транснистрии пожилых людей, вдов, инвалидов Первой мировой войны и бывших армейских офицеров. По настоянию немецких советников власти Транснистрии до декабря саботировали выполнение этого распоряжения, однако затем полторы тысячи евреев получили возможность вернуться в Дорохой. При этом, сложно было говорить о какой-либо резкой смене политического климата в стране по отношению к нацменьшинствам, ведь к 1943 году евгеническая риторика только усилилась, открыто публиковались призывы о необходимости подвергнуть «инородческие семьи и общины, в особенности цыган, сегрегации».
В феврале 1944 года, когда германские войска, отступавшие под натиском советских войск, заняли оборону в Транснистрии, Антонеску обратился к германскому командованию с требованием не допускать эксцессов по отношению к еврейскому населению. Это требование в основном выполнялось; лишь в Тирасполе было убито около тысячи евреев, содержавшихся в городской тюрьме. 15 марта 1944 г. советские войска форсировали Южный Буг и за несколько дней продвинулись до Днестра. За это время еврейская комиссия, прибывшая из Бухареста, сумела вывезти в Румынию 2518 евреев из Тирасполя и Балты; ещё раньше в Яссы были доставлены 1846 еврейских сирот из Транснистрии. К середине апреля вся территория между Южным Бугом и Днестром была освобождена советскими войсками. С точки зрения пропаганды, мало что поменялось с начала войны. Евгеническая пресса продолжала публиковать рекомендации для решения цыганской «проблемы», единственная румынская организация, обладающая правом публиковать статистические данные (Центральный Институт Статистики Румынии) в 1944 году опубликовала монографию этнографа И. Кельчи о цыганах, в которой по отношению к цыганам (кроме субгруппы «rudari») были сформулированы евгенические рекомендации, очень похожие на идеи Георге Фэкэоару, который призывал к максимально радикальным репрессивным действиям против цыган в начале 1941-го года.

## Жертвы и помощь им
По утверждениям румынской стороны, румынская администрация Буковины, Бессарабии и Транснистрии за всё время оккупации уничтожила в лагерях 270 тыс.человек. Когда советские армии пересекли Южный Буг и вступили на правый берег реки, Антонеску срочно отдал приказ выкапывать тела казнённых евреев и сжигать их. В то же время по неточным данным только зимой 1941—1942 годов в отдельно взятой Транснистрии было казнено 250 тысяч евреев. К 1944 году на оккупированных Румынией советских территориях выжили 50 тысяч евреев и 15 тысяч цыган. Меньшее рвение румынских оккупантов, более низкая степень их организованности по сравнению с немецкими нацистами, а также более узкий временной промежуток, в течение которого Румыния вела политику по уничтожению евреев, способствовала тому, что в Транснистрии уцелело около 70 % всех евреев, выживших на оккупированных советских территориях.
В самой Румынии в 1947 году насчитывалось 428 300 евреев, часть из выживших между 1944—1947 годами покинули страну.
69 граждан Румынии были признаны Праведниками мира за участие в спасении евреев от Холокоста.

## Расследование преступлений
Расследование преступлений, совершённых в ходе Холокоста началось в Румынии в 1946 году. К суду было привлечено 2700 подозреваемых, из которых 668 были осуждены, а остальные освобождены из-за отсутствия доказательств.
Высшее политическое руководство Румынии времен Антонеску предстало перед Народным Трибуналом в Бухарестском Процессе (6 — 18 мая 1946 г.).
Среди обвиняемых были И. Антонеску (маршал), М. Антонеску (руководитель государства и председатель Совета министров), Х. Сима (вице-председатель Совета министров), К. Пантази (министр национальной обороны), Г. Добре (министр национальной экономики), И. Маринеску (бывший министр юстиции), Д. Попеску (министр внутренних дел). М. Стурдза (министр иностранных дел), Г. Алексиану (губернатор Транснистрии), Р. Лекка (правительственный комиссар по еврейским вопросам), Э. Кристеску (генеральный директор секретной полиции), К. Василиу (генерал армии, инициатор антицыганского террора) и несколько высокопоставленных военных чинов. Обвиняемым, в первую очередь вменялось подчинение Румынии германским интересам и превращение страны в немецкую колонию, но в обвинительном акте приводились факты террора режима Антонеску, включавшие в себя террор против нацменьшинств Румынии. Ион и Михай Антонеску, Василиу, Пантази, Кристеску, Алексиану были приговорены к расстрелу. Заочно были приговорены к смерти Сима, Папанаке, Джеорджеску, Стурдза, Протопопеску и Яшинки. Лекка получил пожизненное заключение (в изначальном варианте обвинения значился расстрел). Остальные 11 обвиняемых были осуждены на различные сроки заключения (10 — 20 лет).

## Отрицание Холокоста в Румынии
Во времена правления Чаушеску Румыния признавала ответственность правительства Иона Антонеску за политику геноцида по отношению к еврейскому и цыганскому населению страны. Однако государственная пропаганда перекладывала вину за геноцид на правительство нацистской Германии и немцев в частности, в то время как роль румынских властей и местного населения замалчивалась. После падения коммунистического режима в Румынии часть националистически настроенных румынских историков оправдывает геноцид евреев и преступления режима Антонеску, а некоторые отрицают геноцид вообще.
Несмотря на то, что в 2002 году в Румынии вышел закон, который запрещал пропаганду фашизма и отрицание Холокоста, в июне 2003 года румынское правительство заявило, что в Румынии не было Холокоста. Возмущение еврейской общины вызвало назначение в 2012 году министром Дана Сова, который утверждал, что «ни один еврей не пострадал на территории Румынии» во время Второй мировой войны. Корни аномального отрицания лежат в государственной политике негласного отрицания геноцида и низовой политике игнорирования геноцида в румынских школах. Так, к примеру, исследование, посвящённое изучению информированности румынских учителей истории на тему геноцида цыган показало, что большинство из этих учителей ничего не знает на эту тему. Другое похожее исследование на эту тему показало, что многие учителя в Румынии рассматривают национальные меньшинства как проблему Румынии, а ещё 15 % из выборки в исследовании не считают идеи Гитлера неприемлемыми.